# Корма, Авелино
Авелино Корма (исп. Avelino Corma Canós; род. 15 декабря 1951, Испания) — испанский химик. Один из мировых лидеров в области гетерогенного катализа.
Иностранный член Лондонского королевского общества (2012), Французской академии наук (2015) и член Европейской Академии.
В 1976 году защитил диссертацию доктора философии в Мадридском университете Комплутенсе. В 1977—1979 годах — в постдокторантуре в Университете Куинс в Кингстоне. В 1987 году получил звание полного профессора.
Работает на созданием нового материала, состоящего из нанопор, которые образуются самосборкой органических и неорганических молекул.

## Награды
- Premio México de Ciencia y Tecnología (2005)
- Rhodia Pierre-Gilles de Gennes Prize for Science and Industry (2010)
- Премия столетия (2010)
- ENI award (2010)[9]
- Большая медаль Французской академии наук (2011)[10]
- Премия принца Астурийского в технических и научных исследованиях (2014)[11]
- BBVA Foundation Frontiers of Knowledge Award (2024)